# IC 183
IC 183 је лентикуларна галаксија у сазвјежђу Кит која се налази на листи објеката дубоког неба у Индекс каталогу.
Деклинација објекта је - 5° 20' 50" а ректасцензија 1h 59m 33,9s. Привидна величина (магнитуда) објекта IC 183 износи 13,9 а фотографска магнитуда 14,9. IC 183 је још познат и под ознакама MCG -1-6-15, PGC 7538.